# El sastre de Panamà
El sastre de Panamà (títol original en anglès: The Tailor of Panama) és una pel·lícula estatunidenco-irlandesa, dirigida per John Boorman, segons la novel·la homònima de John le Carré, estrenada el 2001 i doblada al català.

## Argument
A Panamà, un espia britànic brut, mandrós i endeutat fa cantar un sastre mundà sobre el seu passat per obtenir informacions i obté poca-soltades tan enormes que responen a les expectatives de la seva jerarquia.

## Repartiment
- Pierce Brosnan: Andrew 'andy' Osnard
- Geoffrey Rush: Harold 'Harry' Pendel
- Jamie Lee Curtis: Louisa Pendel
- Leonor Varela: Marta
- Brendan Gleeson: Michelangelo 'Mickie' Abraxas
- Harold Pinter: oncle Benny
- Catherine McCormack: Francesca Deane
- Daniel Radcliffe: Mark Pendel
- Lola Boorman: Sarah Pendel
- David Hayman: Luxmore
- Mark Margolis: Rafi Domingo
- Martin Ferrero: Teddy, un periodista
- John Fortune: Maltby
- Martin Savage: Stormont
- Edgardo Molino: Juan-David

## Al voltant de la pel·lícula
- Llavors sobretot conegut per als seus papers de James Bond, Pierce Brosnan va acceptar amb molt de gust interpretar un paper d'espia britànic immoral.[cal citació]